# Yayo Herrero
Yayo Herrero López (Madrid, 1965) é uma antropóloga, engenheira, professora e ativista ecofeminista espanhola. É uma das pesquisadoras mais influentes no âmbito ecofeminista e ecosocialista a nível europeu.

## Biografia
Yayo Herrero é Licenciada em Antropologia Social e Cultural, Engenheira Técnica Agrícola,  Diplomada em Educação social e DEA em Ciências da Educação.
Tem sido coordenadora estatal de Ecologistas em Acção e tem participado em numerosas iniciativas sociais sobre promoção dos Direitos Humanos e ecologia social. Atualmente é professora da Universidade Nacional de Educação a Distância e directora geral da FUHEM. Colabora geralmente com diversos meios de comunicação.

## Obra
A investigação de Yayo Herrero centra-se na crise ecológica atual derivada do modelo de desenvolvimento e produção capitalista. Neste sentido, sustenta que o próprio capitalismo não pode existir sem que exista crescimento econômico, mas que num mundo físico que tem limites, um crescimento indefinido é impossível. Ademais, sustenta que neste modelo económico se primam trabalhos supérfluos, enquanto os trabalhos que fazem possível a manutenção da vida humana, como a produção agrícola ou o trabalho reprodutivo, estão completamente precarizados ou directamente excluídos de toda remuneração.
Desta maneira, propõe uma transição para um modelo económico diferente, que tenha em conta a inclusão social de todas as pessoas e seja compatível com a capacidade de regeneração da natureza.